# Daddy’s Cash
Daddy’s Cash – polski zespół muzyczny, założony w 2010 roku przez grupę bliskich przyjaciół. Wykonuje muzykę zakorzenioną w amerykańskim popie, jazzie, rhythm and bluesie, soul, funk i hip-hopie. Debiutancki album That’s What the Blues Is All About, wydany w 2012 r., uzyskał w Polsce status złotej płyty.
Zespół sięga po szeroki zakres instrumentów, reprezentowanych przez szeroką i rozbudowaną sekcję dętą, gitary klasyczne, elektryczne i basowe, instrumenty klawiszowe, harmonijkę oraz instrumenty perkusyjne. Pozwala to na dużą elastyczność w repertuarze i otwiera wiele możliwości rozwoju nowych stylów muzycznych, czego odzwierciedlenie stanowią płyty.

## Historia
W 2012 r. zespół Daddy’s Cash, współpracując z legendą bluesa amerykańskiego John Lee Hooker Jr., nagrał swój debiutancki album That’s What the Blues Is All About. Album sięga do tradycji amerykańskiego bluesa i jazzu.
20 stycznia 2013 zespół razem z Johnem Lee. Hookerem Jr. wystąpił w Muzycznym Studiu Polskiego Radia im. Agnieszki Osieckiej, gdzie podczas koncertu muzycy odebrali złotą płytę za wspólny album.
W 2013 r. Daddy’s Cash rozpoczął współpracę z Michaelem  "Patches” Stewartem, który obecnie jest członkiem zespołu.
W 2013 r. Zespół Daddy’s Cash nagrał album Body Blues, który łączy w sobie takie gatunki muzyczne jak pop, blues, jazz, soul.
W sierpniu 2014 r. Daddy’s Cash wydał singiel „This is my party”, który promuje jest trzeci album o tytule „Hello”. Singiel „This is my party” to połączenie różnych gatunków i stylów muzycznych, w tym przede wszystkim popu, jazzu, rhythm and bluesa i hip-hopu.

## Muzycy
- Radosław Dzielski – gitara
- Łukasz Belcyr – gitara
- Krzysztof Ropicki – gitara basowa
- Wojciech Inglot – electric piano, organy
- Michał Jasiczek – saksofon altowy, saksofon tenorowy
- Michał Borowski – puzon
- Jędrzej Jasiczek – perkusja
- Łukasz Wiercioch – instrumenty perkusyjne
- Marcin Dyjak – harmonijka

## Dyskografia
- 2014 – „This is my party (Hermes Management SA)” (singel)
- 2013 – Body Blues (Hermes Management SA)
- 2012 – współpraca z Johnem Lee Hookerem Juniorem That’s what the blues is all about (Hermes Management SA)